# La Chapelle-Rambaud
 La Chapelle-Rambaud  es una población y comuna francesa, en la región de Ródano-Alpes, departamento de Alta Saboya, en el distrito de Bonneville y cantón de La Roche-sur-Foron.

## Geografía
La Chapelle-Rambaud se sitúa en las alturas del valle del Arve, a 7 km de La Roche-sur-Foron, en dirección al Salève.  

## Demografía
| 147                       | 132 | 131 | 200 | abs. | 278 | abs. | 280 | abs. | 234 | 233 | 260 | 278 | 294 | 292 | 283 | 287 | 299 | 279 | 257 | 250 | 213 | 211 | 200 | 168 | 201 | 183 | 164 | 155 | 160 | 173 | 177 | 177 | 215 |
| (Fuente: INSEE y Cassini) |     |     |     |      |     |      |     |      |     |     |     |     |     |     |     |     |     |     |     |     |     |     |     |     |     |     |     |     |     |     |     |     |     |

## Lista de alcaldes
- 1995-2008: Noël Suatton
- 2008-actualidad: Pierre Marmoux